# Fagersjö
Fagersjö är en stadsdel i Söderort inom Stockholms kommun. Den gränsar till Farsta, Farsta strand, Hökarängen, Gubbängen, Högdalen och Rågsved samt till Svartvik i Huddinge kommun. Fagersjö ligger utmed sjön Magelungens norra strand och har en area på 175 hektar. 
I Fagersjö ligger Högdalstoppen 1 och 2, två av Stockholms högsta punkter, med vidsträckt utsikt över södra Stockholm.
Landmärket för Fagersjö är det kulturhistoriskt värdefulla vattentornet, den så kallade Högdalsreservoaren från 1958, ritad av arkitekt Nils Sterner. Enligt Stockholms stadsmuseum har byggnaden mycket stora miljöskapande och stadsbildmässiga värden. Sydost om vattentornet utbreder sig den 100 hektar stora Fagersjöskogen. Här finns Stockholms största gran som har en stamomkrets (i brösthöjd) på över tre meter.

## Historik

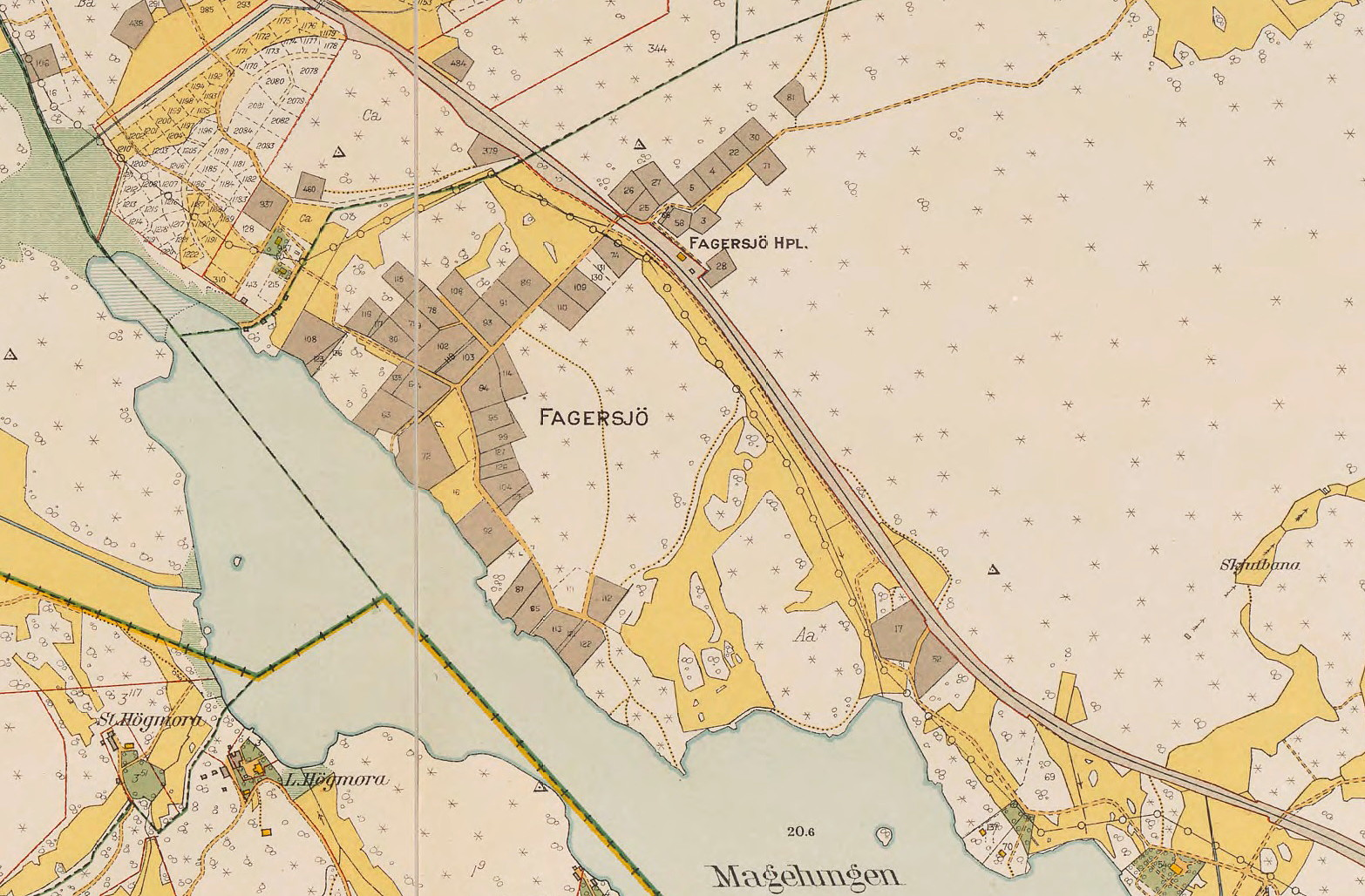
Fagersjö, 1920-tal.

Nuvarande Fagersjö var tillsammans med nuvarande Farsta strand en del av Södertörns villastad som började anläggas av två affärsmän i början av 1900-talet. De flesta villorna i Fagersjö byggdes norr om järnvägslinjen. Men affärerna gick inte bra och 1912 köpte Stockholms stad bolagets markområden för sin framtida utökning. Många av villorna är numera rivna och de kvarvarande är förändrade. En av de välbevarade är Villa Edvardshäll på Fagersjövägen 211 som 1903 var det första huset att uppföras i Fagersjödelen av Södertörns villastad. Byggherre var maskinarbetare Edvard Samuelsson som lät uppkalla byggnaden efter sig själv. 
Den första stadsplanen för Fagersjö, signerad av stadsplaneavdelningens chefsarkitekt Torsten Westman, fastställdes 1960 och eftersträvade en klar arkitektonisk åtskillnad mellan den äldre villamiljön och den nya hyreshusbebyggelsen. Fagersjö blev en typisk "tunnelbaneförort", om än inte med egen tunnelbaneförbindelse. Kring Ejdervägen och Gräsandsvägen växte under åren 1962–1966 ett område upp med putsade smalhus i tre våningar. Byggherre var Svenska Bostäder med Sverker Feuk som arkitekt; dessa stod också för de i sydost belägna åtta punkthusen.
Pendeltåget på Nynäsbanan passerar men utan att göra uppehåll. En tidigare station lades ner i maj 1963. Pendeltågstrafiken på Nynäsbanan startade drygt tio år senare, i juni 1973. Frågan om en pendeltågsstation i Fagersjö har trots detta hittills inte aktualiserats. En tidigare centrumbyggnad revs 2006 och ersattes av tre bostadspunkthus. 

## Demografi
År 2023 hade stadsdelen 2846 invånare, varav cirka 60 procent med utländsk bakgrund.

## Bilder

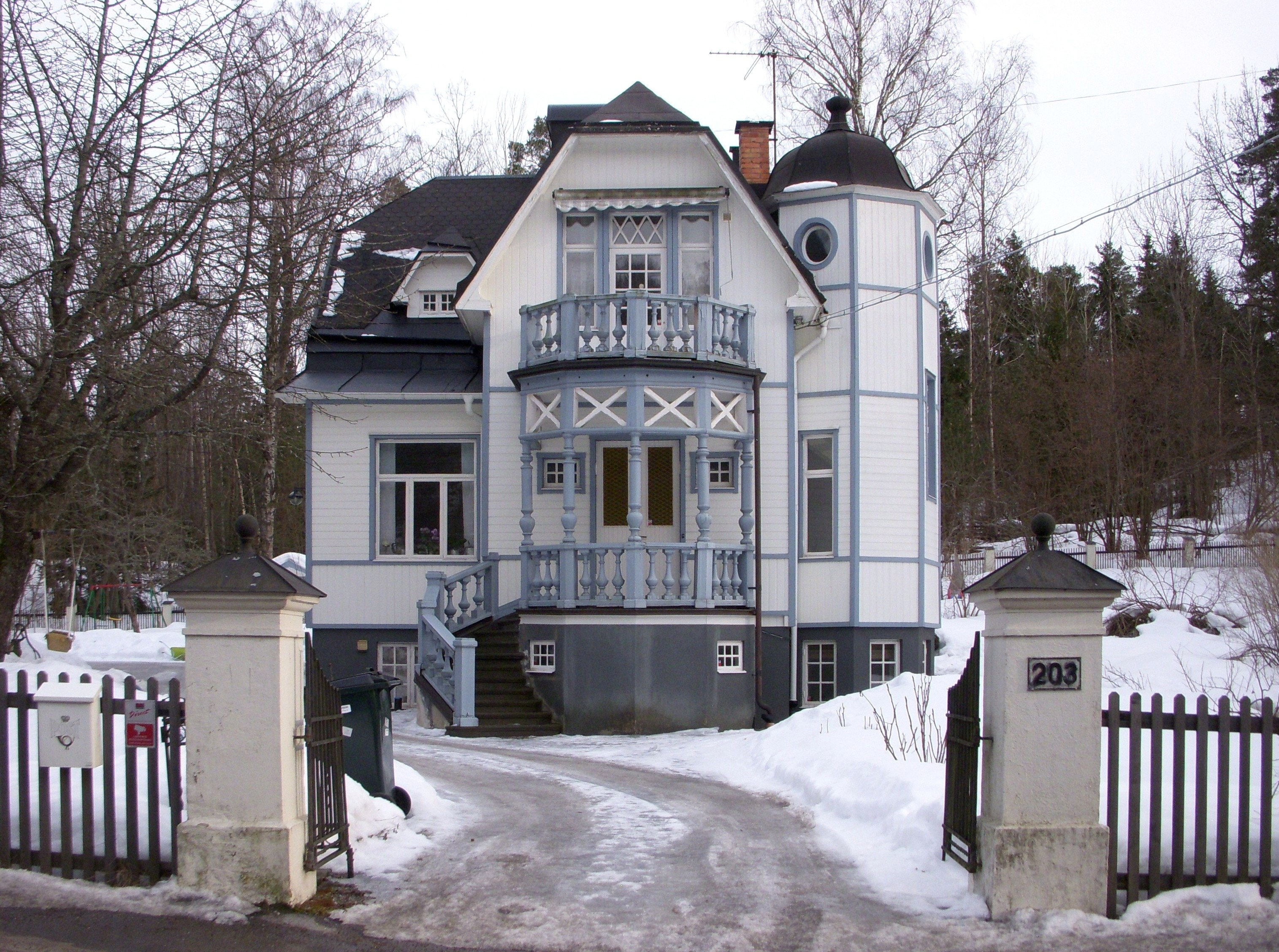
Villa Lindhov, Fagersjövägen 203.
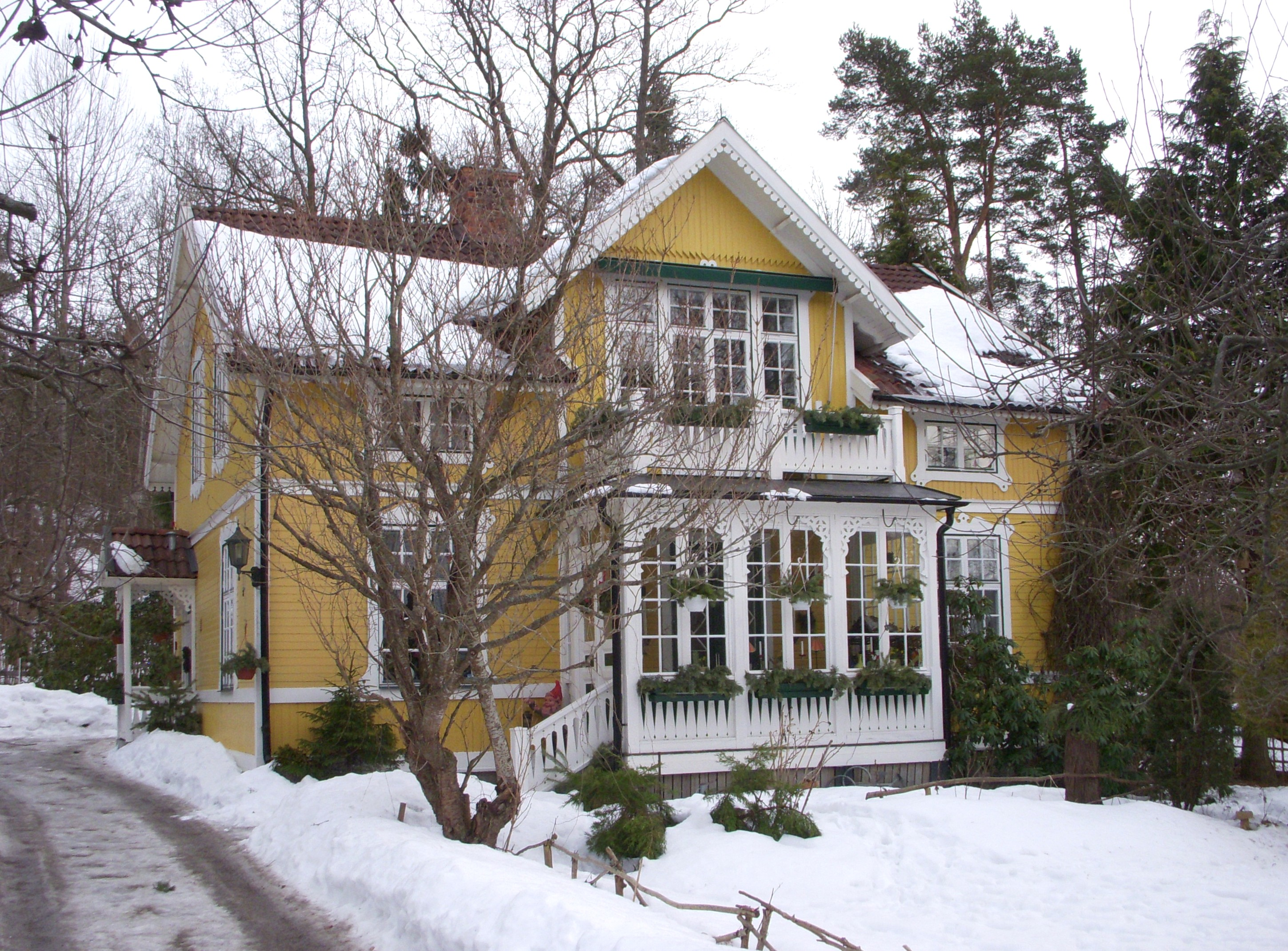
Villa Edvardshäll, Fagersjövägen 211.
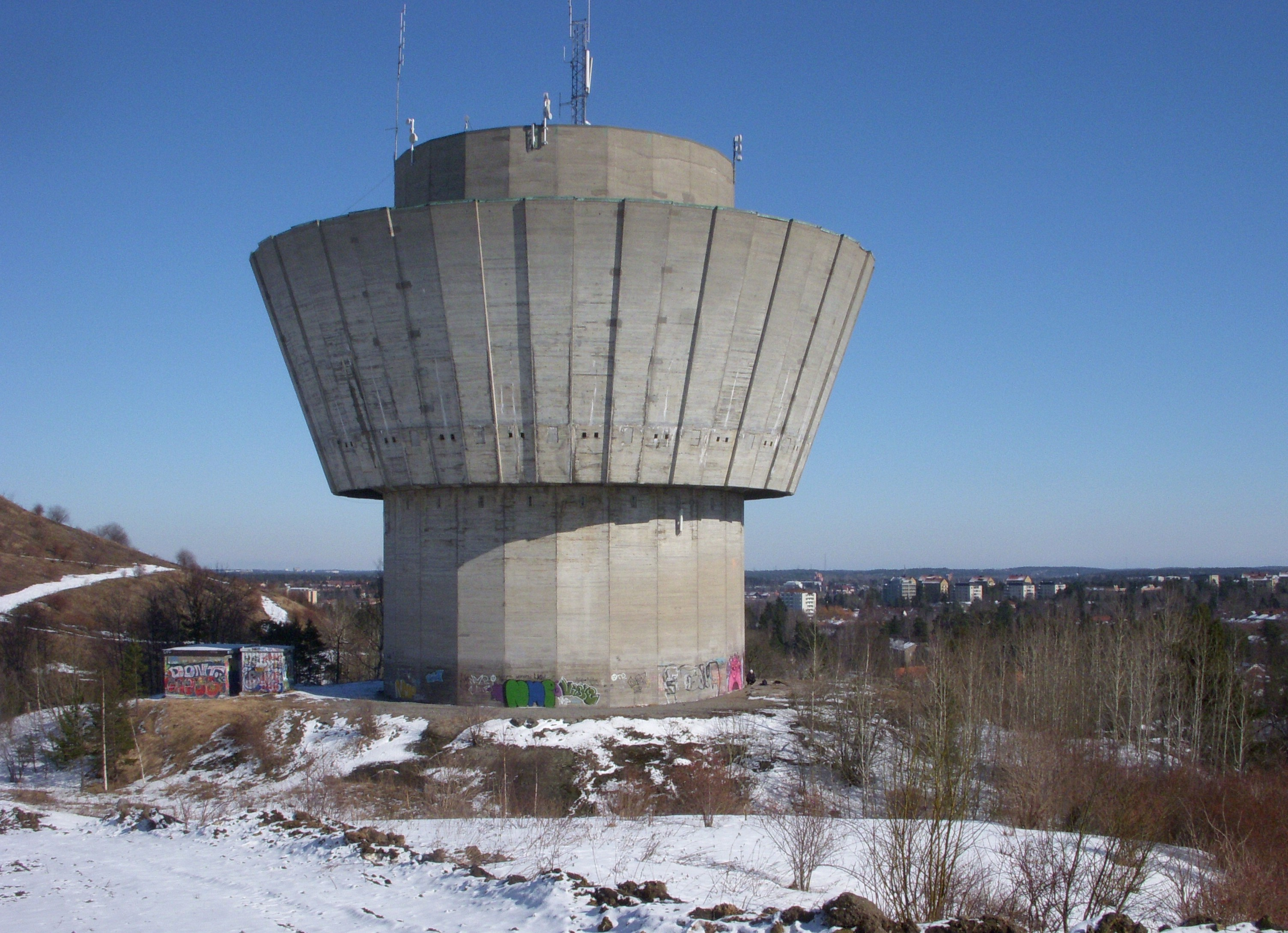
Högdalsreservoaren.
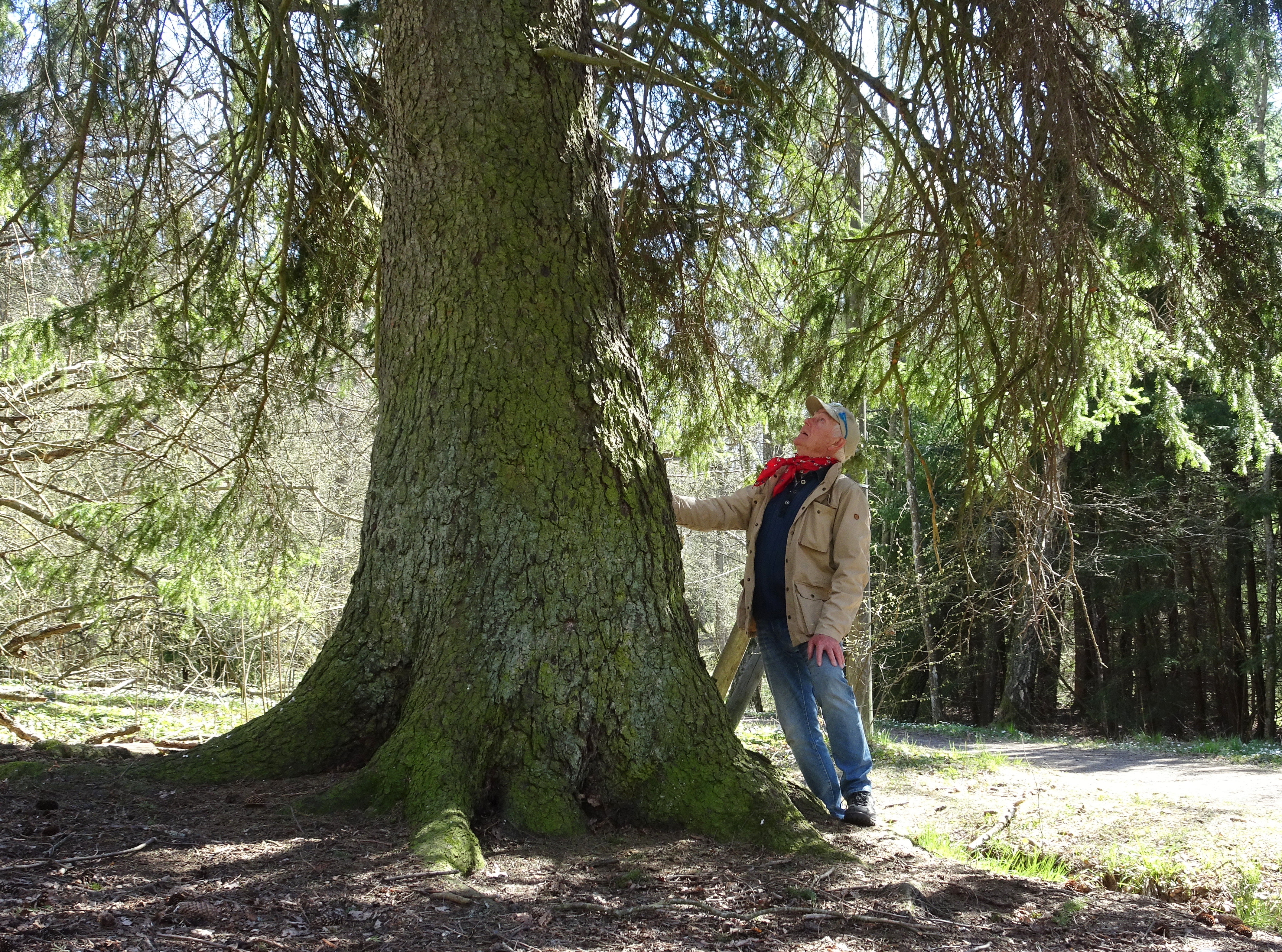
Stockholms största gran i Fagersjöskogen.
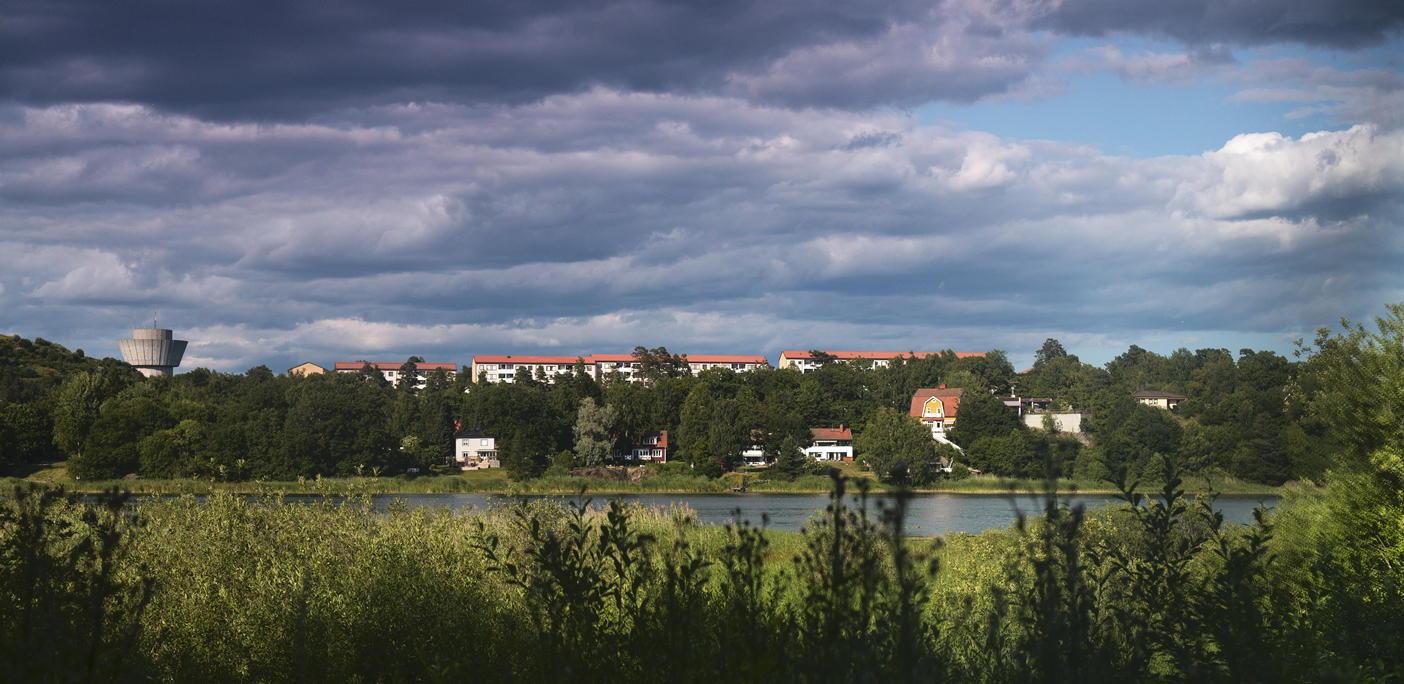
Husen på Gräsandsvägen i Fagersjö, med sjön Magelungen i  förgrunden och Högdalsreservoaren på vänster sida.
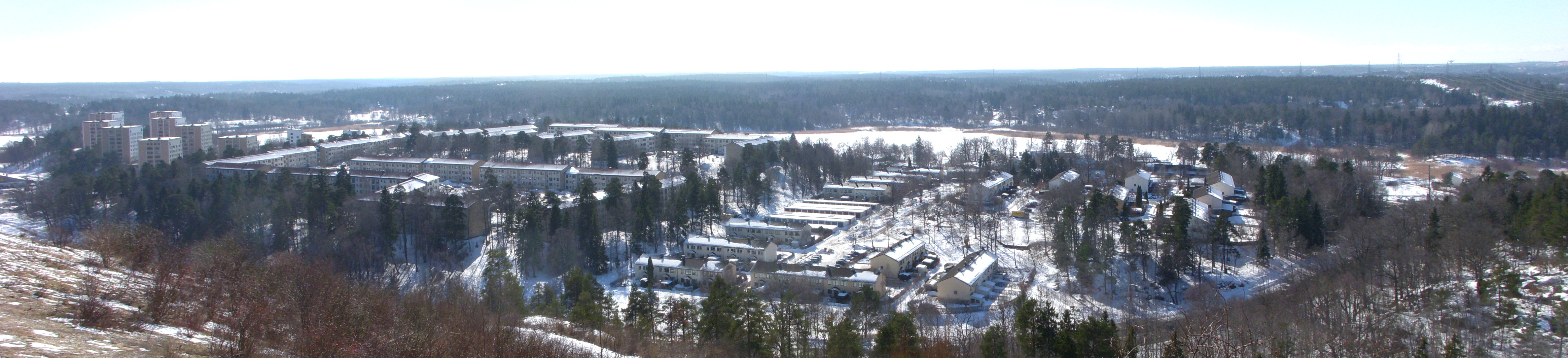
Panorama över Fagersjö från Högdalsreservoaren, i bakgrunden syns sjön Magelungen.
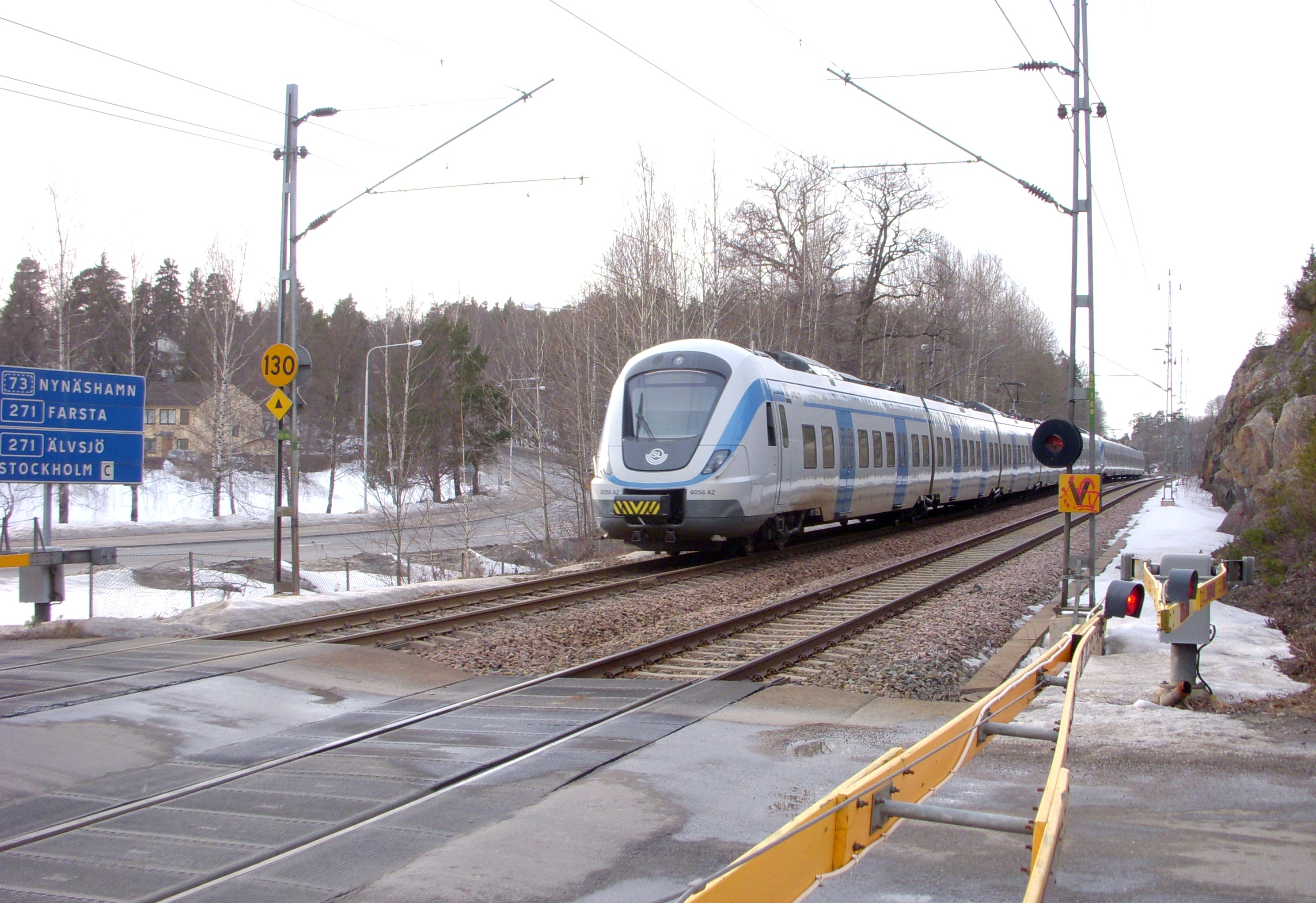
Nynäsbanan vid korsningen Magelungsvägen / Fagersjövägen.